# 389. Infanterie-Division
La 389. Infanterie-Division fu un'unità della Wehrmacht che  venne costituita nel gennaio 1942 durante la Seconda guerra mondiale con personale provenienti dai centri di reclutamento in Germania nel quadro del programma di emergenza Rheingold che prevedeva la formazione rapida di nuove divisioni d'assalto da impiegare subito sul Fronte orientale dove la situazione dell'esercito tedesco nell'inverno 1941-1942, era critica.
La 389. Divisione partecipò alla nuova offensiva estiva della Wehrmacht nel teatro meridionale del Fronte orientale, l'operazione Blu, e fu impegnata da ottobre 1942 in sfibranti e sanguinosi combattimenti ravvicinati nell'area urbana di Stalingrado. La divisione uscì decimata da questi scontri e in inverno venne accerchiata dall'Armata Rossa insieme alle altre divisioni della 6. Armee e fu completamente distrutta.
Ricostituita in Francia nella primavera del 1943, ritornò in ottobre sul fronte orientale dove fu impegnata fino al termine della guerra in continui, aspri combattimenti soprattutto nel settore settentrionale delle linee; accerchiata in Prussia orientale, si arrese ai sovietici nel marzo 1945.

## Storia
La 389. Infanterie-Division venne costituita nel gennaio 1942 in una situazione di emergenza per la Wehrmacht sul fronte orientale dove l'esercito tedesco, impegnato da giugno 1941 nell'operazione Barbarossa era stato messo in seria difficoltà dalla controffensiva invernale dell'Armata Rossa. Di fronte al rischio concreto di un catastrofico crollo generale, l'alto comando tedesco prese provvedimenti straordinari e si affrettò a organizzare una diciottesima ondata (welle) di mobilitazione reclutando e addestrando alcune nuove divisioni di fanteria nel quadro del programma denominato in codice Rheingold ("oro del Reno"). La 389. Infanterie-Division fu una di queste nuove formazioni Rheingold e venne costituita nel terreno di addestramento di Milowitz, vicino a Praga con soldati provenienti da tre distinte regioni militari dell'Assia e della Franconia: il Wehrkreis IX (sede a Kassel), il Wehrkreis XII (sede a Wiesbaden) e il Wehrkreis XIII (sede a Norimberga).
Dopo la rapida organizzazione della nuova formazione, la 389. Infanterie-Division, posta al comando dell'esperto generale Erwin Jaenecke, venne trasferita nel maggio 1942 nel settore meridionale del Fronte orientale e venne assegnata al Gruppo d'armate Sud che era impegnato nei preparativi dell'operazione Blu, la nuova offensiva generale della Wehrmacht in direzione del Volga e del Caucaso. Ancor prima dell'inizio dell'offensiva tedesca, la 389. Infanterie-Division entrò in combattimento nel corso della sanguinosa seconda battaglia di Char'kov per respingere una pericolosa controffensiva sovietica. L'operazione Blu ebbe inizio il 28 giugno 1942 e la 389. Infanterie-Division partecipò all'avanzata inizialmente vittoriosa della 6. Armee del generale Friedrich Paulus in direzione di Stalingrado: dopo i combattimenti a Vovčans'k e Kalač-na-Donu, venne raggiunto e superato il fiume Don e il suo affluente Čir.
La 389. Infanterie-Division prese parte ai combattimenti preliminari nella fase di avvicinamento a Stalingrado soprattutto nella zona del cosiddetto "fosso dei Tartari", quindi dalla seconda metà di settembre 1942 entrò nell'area di operazioni settentrionale della città combattendo nei quartieri operai della grandi fabbriche e negli scontri che permisero ai tedeschi di conquistare il saliente di Orlovka. A partire dal 14 ottobre 1942 la divisione divenne, insieme alla 305. Infanterie-Division, l'elemento d'assalto di punta del raggruppamento organizzato dal generale Paulus per attaccare la grande fabbrica di trattori di Stalingrado. Dopo scontri di estrema violenza e pesanti perdite nei combattimenti ravvicinati all'interno delle devastate officine meccaniche, gli assiani della 389. Infanterie-Division riuscirono a conquistare, in collaborazione con le altre divisioni tedesche del Kampfgruppe Jaenecke, gran parte della fabbrica di trattori entro il 16 ottobre. La divisione tuttavia si indebolì fortemente in questi combattimenti e nei successivi tentativi falliti di conquistare i sobborghi settentrionali di Spartanovka e Rynok.

Dopo una breve tregua, all'inizio di novembre 1942 i combattimenti nella città di Stalingrado ripresero con il massimo accanimento e la 389. Infanterie-Division venne impegnata, nonostante il logoramento di molti reparti, anche all'operazione Hubertus, l'ultimo attacco in forze della 6. Armee che, iniziato l'11 novembre 1942, si concluse entro pochi giorni con modesti risultati tattici e nuove perdite. Alla vigilia dell'operazione Urano, la controffensiva generale dell'Armata Rossa sul fronte del Don e del Volga, la 389. Infanterie-Division era schierata nel settore in rovina della grandi fabbriche alle dipendenze del LI Corpo d'armata del generale Walther von Seydlitz-Kurzbach; dopo i micidiali combattimenti di ottobre e novembre le sue forze erano gravemente logorate e la formazione era considerata non più in grado di svolgere operazioni offensive. Secondo i documenti tedeschi, il 12 novembre 1942 la divisione era costituita da sei battaglioni, di cui quattro deboli e solo due ancora discretamente efficienti; i suoi effettivi erano di 7.540 soldati, di cui solo 4.021 combattenti.
L'operazione Urano dell'Armata Rossa ebbe inizio il 19 novembre 1942 e si sviluppò subito in modo disastroso per le forze dell'Asse; la 389. Infanterie-Division, asserragliata nelle rovine dei quartieri industriali di Stalingrado, non venne attaccata in forze ma venne costantemente impegnata in costosi scontri con le forze sovietiche ancora attive nell'area urbana della città, mentre sul fronte del Don le colonne corazzate nemiche avanzavano rapidamente mettendo in pericolo le linee di comunicazione. Il 23 novembre 1942 la manovra a tenaglia dell'Armata Rossa si concluse con pieno successo e l'intera 6. Armee, comprese le formazioni del LI Corpo tra cui la 389. Infanterie-Division, furono accerchiate. Nelle lunghe e tragiche settimane dell'assedio della "fortezza Stalingrado", la divisione, passata al comando del generale Erich Magnus dopo la promozione del generale Jaenecke a comandante del IV Corpo d'armata, rimase ferma sulle posizioni raggiunte nelle macerie delle grandi fabbriche; pur sottoposta a continui attacchi locali, riuscì a mantenere il controllo dell'area e, come le altre divisioni schierate tra i relativi ripari delle rovine della città sul Volga, soffrì meno a causa del clima e delle privazioni rispetto alle unità posizionate allo scoperto nei settori occidentali e meridionali della sacca.
Con il trascorrere delle giornate tuttavia la situazione divenne sempre più difficile; il 10 gennaio 1943 i sovietici sferrarono l'operazione Anello e l'avanzata da ovest verso est divenne subito incontrollabile. Dopo la frantumazione del kessel in due sacche separate, la 389. Infanterie-Division, che negli ultimi giorni era stata aggregata alla 24. Panzer-Division sotto il comando del generale Martin Lattmann, rimase bloccata con altre divisioni dell'XI Corpo d'armata del generale Karl Strecker nella sacca settentrionale che resistette fino al 2 febbraio 1943 prima di essere costretta alla resa. La divisione venne quindi completamente distrutta insieme a tutte le altre formazioni accerchiate della 6. Armee.
Nel quadro del programma, subito predisposto da Hitler anche a scopi propagandistici, di immediata ricostituzione delle divisioni distrutte a Stalingrado, fin dal 17 febbraio 1943 iniziò la formazione in Francia di una nuova 389. Infanterie-Division sulla base del piccolo nucleo di sopravvissuti alla battaglia ed evacuati prima della resa e del personale che si era trovato in licenza al momento della chiusura dell'accerchiamento. Dopo alcuni mesi di riorganizzazione, la nuova divisione venne trasferita di nuovo sul Fronte orientale a partire dalla fine del settembre 1943. La 389. infanterie-Division fu assegnata alla 8. Armee, impegnata nei durissimi combattimenti per bloccare l'avanzata dell'Armata Rossa verso il Dniepr; l'offensiva sovietica proseguì per settimane e le forze tedesche, compresa la 389. Divisione, subirono forti perdite senza riuscire ad impedire il superamento del fiume da parte del nemico. Nel gennaio 1944 i sovietici sferrarono una nuova offensiva invernale e la divisione, nonostante il supporto della 57. Infanterie-Division, venne nuovamente decimata; i resti rimasero bloccati, insieme ad altre cinque divisioni tedesche, nella sacca di Korsun'. Dopo una drammatica ritirata nella neve i superstiti della 57. e 389. infanterie-Division riuscirono alla fine di febbraio 1944 ad uscire dall'accerchiamento.
La 389. Infanterie-Division venne ancora una volta ricostituita nel marzo 1944 in Ungheria e trasferita al Gruppo d'armate Nord dove entrò a dar parte delle truppe che rimasero bloccate nella sacca di Curlandia; fino al febbraio 1945 combatté insieme alle altre divisioni in difesa della sacca. Nell'ultima fase della guerra venne evacuata dalla Curlandia e trasferita in Prussia occidentale per contribuire a difendere quella regione tedesca invasa dall'Armata Rossa. La 389. Infanterie-Division si arrese infine a maggio 1945 nella penisola di Hel e i suoi soldati caddero prigionieri dei sovietici.

## Teatri d'operazione
- Germania: febbraio 1942-Maggio 1942
- Fronte orientale, settore sud: maggio 1942-ottobre 1942
- Stalingrado: ottobre 1942-febbraio 1943
- Francia: aprile 1943-ottobre 1943
- Fronte orientale: ottobre 1943-ottobre 1944
- Sacca di Curlandia: ottobre 1944-dicembre 1944
- Germania settentrionale: dicembre 1944-marzo 1945

## Ordine di battaglia
- Infanterie-Regiment 544 (Kassel)
- Infanterie-Regiment 545 (Wiesbaden)
- Infanterie-Regiment 546 (Norimberga)
- Artillerie-Regiment 389
  - I. Bataillon
  - II. Bataillon
  - III. Bataillon
  - IV. Bataillon
- Feldersatz-Bataillon 389
- Pionier-Bataillon 389
- Panzerjäger-Abteilung 389
- Aufklärungs-Abteilung 389
- Füsilier-Bataillon 389
- Infanterie-Divisions-Nachrichten-Abteilung 389
- Infanterie-Divisions-Nachschubführer 389

## Decorazioni
Alcuni soldati di questa divisione ricevettero decorazioni per atti di valore in combattimento:
- Croce tedesca
  - in oro:  32
- Croce di cavaliere della Croce di Ferro
  - Croce di cavaliere: 33
  - Croce di cavaliere con foglie di quercia: 1

## Comandanti
- Generalleutnant Erwin Jaenecke (febbraio 1942 – novembre 1942)
- Generalmajor Erich Magnus (novembre 1942 – gennaio 1943)
- Generalmajor Erwin Gerlach (aprile 1943 – novembre 1943)
- Generalleutnant Kurt Kruse (novembre 1943)
- Generalmajor Paul Herbert Forster (novembre 1943 – aprile 1944)
- General der Infanterie Walther Hahm (aprile 1944 – settembre 1944)
- Generalleutnant Fritz Becker (settembre 1944 – maggio 1945)